# 休·法康納
休·法康納 FRS（英語：Hugh Falconer，1808年2月29日—1865年1月31日）是一位苏格兰地理学、植物学、古生物学家，其研究多基于在印度和缅甸的发现。他是最早探索西瓦利克山脉化石床的科学家，可能还是最早发现人猿化石的人。